# Salomón Azar Segura
Salomón Azar (Montevideo, 3 de abril de 1940 - Montevideo, 24 de agosto de 2023) fue un artista plástico y docente uruguayo con una extensa trayectoria en el ámbito artístico y educativo. Fue declarado Ciudadano Ilustre de la ciudad de Montevideo en el año 2016.
Inspirado por un temprano interés en las artes, Salomón Azar se formó en diversos talleres y escuelas de arte, consolidando una trayectoria destacada tanto en la creación artística como en la educación artística. Fue un miembro activo del Club de Grabado de Montevideo y cofundador del Taller Barradas, una institución dedicada a la educación artística en Uruguay.

## Formación y Trayectoria
Salomón Azar cursó estudios en la Escuela de Artes y Oficios Pedro Figari, el taller del ceramista Jaime Nowinsky, la Escuela del Club de Grabado de Montevideo, la Facultad de Arquitectura y la Escuela de Artes y Oficios. Posteriormente, obtuvo una Licenciatura en Artes Plásticas y Visuales en la Universidad de la República, y se recibió como Psicólogo Social.
Desde 1964, Azar expuso sus obras en Uruguay y en el exterior, y recibió diversos reconocimientos en la especialidad de grabado.
En la década del setenta, integró el Club de Grabado de Montevideo, contribuyendo activamente en la promoción y desarrollo del grabado en Uruguay.

## Instituto Uruguayo de Educación por el Arte – Taller Barradas
En marzo de 1974, junto con su esposa María Teresa Esmoris, fundaron el Taller Barradas en Montevideo, con el objetivo de promover la educación artística. Salomón Azar presidió y coordinó las actividades de esta institución hasta su fallecimiento en agosto de 2023.
A lo largo de los años, el Taller Barradas se focalizó en la formación docente para el trabajo de artes plásticas y visuales en la enseñanza.
Azar también fue partícipe en proyectos de relevancia cultural y educativa en el área artística, contribuyendo al desarrollo de la educación artística en Uruguay.

## Premios y Reconocimientos
El 28 de abril de 2016, el entonces Intendente de Montevideo, Ing. Daniel Martínez, declaró Ciudadano Ilustre de Montevideo a Salomon Azar.
Azar también recibió una Mención Honorífica en el Premio Nacional de Literatura de 2007 en el área Arte, Investigación y Ensayos.